# 屯食
屯食（とんじき）は、平安時代、宮中、貴族の邸宅で饗宴で庭上に並べて下級職員、時に身分ある人に賜った物である。一説に、強飯を握り固めて鶏卵形にしたものであるという。おにぎりや弁当の原型ともされている。

## 概要
「屯」は集まるという意味で、100具も200具も並べ立てることによる名であるという。
屯食が何を指すかについては諸説紛々である。「河海抄」によれば、裹飯（カシワ（柏）の葉で包んだ飯）であるという。「台記」春日詣の条には、「屯食十五具、裹飯五百具」と書き分けられているから、別の物であったかという。「貞丈雑記」によれば、強飯を握り固めて鶏卵形にしたもので、「今も公家方にては握飯をどんじきといふ由、京都の人物語せり」というから、近世は握り飯を指したかという。
古くは饗宴のことを屯食といい、「北山抄」の皇太子加元服儀の条の屯食の注には盛屯食と荒屯食との2種ある。「類聚名物考」には、「盛屯食は木型などで打抜いたもの、荒屯食は型なしに盛つたものか」とある。「玉函叢説」には、嫁取りのときに用いる二重の台の下台のないものが古画巻の酒宴の座に見え、しかもその名を伝えないがおそらくこれが屯食であろうという。「類聚雑要抄」には、盛菓子、交菓子の称呼があることから、盛屯食は一種を、荒屯食は種々の物をまぜて、盛ったものであろうという。